# Manuel Lommel
Manuel Lommel (* 7. Juli 1949 in Braunlage) ist ein deutscher Kameramann. Er ist der jüngste Sohn von Ludwig Manfred Lommel und Bruder von Ruth Lommel sowie Ulli Lommel. 

## Filmografie
- 1988: Tagebuch für einen Mörder
- 2004: Das Lächeln des Sadisten
- 2004: SONIQUE’s Video: Another World
- 2004: Daniel – Der Zauberer
- 2006: The Shadow of my Father
- 2006: Ernst Lubitsch in Berlin